# Mười bảy khoảnh khắc mùa xuân
Mười bảy khoảnh khắc mùa xuân (tiếng Nga: 17 мгновений весны) là một cuốn tiểu thuyết trinh thám nổi tiếng của nhà văn Yulian Semyonov, ra đời năm 1969. Tác phẩm được xây dựng trên cơ sở tài liệu về kế hoạch vô hiệu hóa cuộc đàm phán riêng rẽ của ban lãnh đạo Đức Quốc xã với tình báo Mỹ vào mùa xuân năm 1945.
Nhân vật chính của tiểu thuyết - một sĩ quan tình báo Liên Xô có tên Mikhail Isayev (mật danh Stirlitz).

## Nội dung
Bối cảnh truyện diễn ra vào tháng Hai, tháng 3 năm 1945, ngay trước thời điểm phát xít Đức đầu hàng Đồng minh.

### Nhân vật
1. Adolf Hitler
2. Allen Dulles
3. Martin Bormann
4. Henry Muller
5. Stirlitz
6. Katya
7. Eismann
8. Rolf Jürgen

## Chuyển thể
- Mười bảy khoảnh khắc mùa xuân (phim) (phim truyền hình, 1973)